# Six-red World Championship
Het Six-red World Championship is een snookertoernooi dat, zoals de naam al aangeeft, gespeeld wordt met zes rode ballen in plaats van de gebruikelijke vijftien. Het werd voor het eerst gehouden in 2008 (toen nog als Six-red Snooker International) en is vanaf 2010 het wereldkampioenschap six-red-snooker. In 2011 werd het toernooi niet gehouden, maar het keerde in 2012 weer terug op de kalender. Het toernooi wordt gehouden in Bangkok.

## Opzet
Het toernooi kent een groepsfase, waarbij 48 spelers over acht groepen worden verdeeld. In elke groep spelen de spelers één keer tegen elkaar in best-of-9-wedstrijden. De vier spelers met de meeste overwinningen gaan door naar de knock-outfase. Bij een gelijke stand geeft het verschil tussen gewonnen en verloren frames, het 'snookerdoelsaldo', de doorslag. De laatste 32 spelers worden geloot (een groepswinnaar tegen een nummer vier, een nummer twee tegen een nummer drie) en spelen het rest van het toernooi in knock-outformat. De finale is een best-of-15-wedstrijd.

## Erelijst
| Seizoen                       | Winnaar                       | Verliezend finalist           | Score                         |
| Six-red Snooker International | Six-red Snooker International | Six-red Snooker International | Six-red Snooker International |
| ----------------------------- | ----------------------------- | ----------------------------- | ----------------------------- |
| 2008/09                       | Ricky Walden                  | Stuart Bingham                | 8 - 3                         |
| Six-red World Grand Prix      |                               |                               |                               |
| 2009/10                       | Jimmy White                   | Barry Hawkins                 | 8 - 6                         |
| Six-red World Championship    |                               |                               |                               |
| 2010/11                       | Mark Selby                    | Ricky Walden                  | 8 - 6                         |
| 2012/13                       | Mark Davis                    | Shaun Murphy                  | 8 - 4                         |
| 2013/14                       | Mark Davis                    | Neil Robertson                | 8 - 4                         |
| 2014/15                       | Stephen Maguire               | Ricky Walden                  | 8 - 7                         |
| 2015/16                       | Thepchaiya Un-Nooh            | Liang Wenbo                   | 8 - 2                         |
| 2016/17                       | Ding Junhui                   | Stuart Bingham                | 8 - 7                         |
| 2017/18                       | Mark Williams                 | Thepchaiya Un-Nooh            | 8 - 2                         |
| 2018/19                       | Kyren Wilson                  | Ding Junhui                   | 8 - 4                         |
| 2019/20                       | Stephen Maguire               | John Higgins                  | 8 - 6                         |
| 2022/23                       | Ding Junhui                   | Thepchaiya Un-Nooh            | 8 - 6                         |